# NGC 6806
NGC 6806 est une vaste galaxie spirale barrée (intermédiaire ?) située dans la constellation du Sagittaire. Sa vitesse par rapport au fond diffus cosmologique est de 5 602 ± 11 km/s, ce qui correspond à une distance de Hubble de 82,6 ± 5,8 Mpc (∼269 millions d'al). NGC 6788 a été découverte par l'astronome britannique John Herschel en 1834.
La classe de luminosité de NGC 6806 est III et elle présente une large raie HI.

## Supernova
La supernova 2014cr a été découverte dans NGC 6808 le 27 juin 2014 l'astronome amateur sud africain Berto Monard. Cette supernova était de type Ia-02cx.